# RS-416
Pour les articles homonymes, voir Route 416.
La RS 416 est une route locale du Centre-Est de l'État du Rio Grande do Sul qui relie la BR-153, sur le territoire de la municipalité de Herveiras, à Sinimbu, à l'embranchement avec la BR-471. Elle dessert ces deux seules communes, et est longue de 21 km.